# هاولي ووترمان
هاولي ووترمان (بالإنجليزية: Hawley Waterman)‏ هو مدير فني أمريكي، ولد في 20 أبريل 1930 في أنابولس في الولايات المتحدة، وتوفي في 20 فبراير 2015.